# Ілинден (община)
Община Ілинден (мак. Општина Илинден) — община в Північній Македонії. Адміністративний центр — село Ілинден. Розташована в центрі  Македонії, Скопський статистично-економічний регіон, з населенням 15 894 мешканців, які проживають на площі 97,02 км². Община межує зі столицею країни.